# 1911 في إيطاليا
فيما يلي قوائم الأحداث التي وقعت خلال عام 1911 في إيطاليا.

## رياضة
- 1 يناير – كأس السير توماس ليبتون
- 6 يونيو – طواف إيطاليا 1911 الفائزون Bianchi (cycling team) [الإنجليزية]‏، Giovanni Gerbi [الإنجليزية]‏، Carlo Galetti [الإنجليزية]‏، Giovanni Rossignoli [الإنجليزية]‏.

## مواليد

### يناير
- 4 يناير – إنريكو لورنزيتي متسابق دراجات نارية إيطالي.
- 15 يناير – جيوفاني براغولين رسام إيطالي.
- 20 يناير – ألفريدو فوني لاعب كرة قدم إيطالي.

### أبريل
- 26 أبريل – إنريكو ميدي فيزيائي إيطالي.

### يونيو
- 5 يونيو – أريغو مورسيلي لاعب كرة قدم إيطالي.
- 7 يونيو – ماريو بيرازولو لاعب ومدرب كرة قدم إيطالي.

### أغسطس
- 1 أغسطس – سيرجيو باجانيلا لاعب كرة سلة إيطالي.

### أكتوبر
- 11 أكتوبر – نيلو باجاني

### نوفمبر
- 22 نوفمبر – جوزيبي أولمو درّاج طريق إيطالي.

### ديسمبر
- 4 ديسمبر – نينو روتا ملحن إيطالي.
- 14 ديسمبر – نينو بورساري
- 26 ديسمبر – ريناتو غوتوسو رسام إيطالي.

## وفيات

### فبراير
- 28 فبراير – إيدا باتشيني (مواليد 1850) كاتبة إيطالية.

### يونيو
- 25 يونيو – ماريا كلوتيلد أميرة سافوي (مواليد 1843)

### يوليو
- 5 يوليو – ماريا بيا من سافوي (مواليد 1847)